# Coptodisca powellella
Coptodisca powellella es una especie de polilla perteneciente a la familia Heliozelidae. Fue descrita por Opler en 1971. Se puede encontrar en California.
Las larvas se alimentan de Quercus agrifolia. Son minadores de las hojas de la planta que las hospeda.